# João Bittar
João Bittar (São Paulo, 14 de março de 1951 — São Paulo, 18 de dezembro de 2011) foi um fotógrafo brasileiro.

## Biografia
Iniciou sua carreira já com a idade de 17 anos, e desde então vinha trabalhando para os principais órgãos de imprensa, como Folha de S.Paulo (onde chegou a editor de fotografia e ajudou a introduzir a digitalização gráfica do jornal), Veja, Gazeta Mercantil, Isto É, Diário de S. Paulo e Época, entre outros. 
Em 1966, aos 15 anos, João Bittar foi à porta da Editora Abril, em São Paulo, pleitear uma vaga de jornalista. Recebeu um belo não, mas garantiu uma ocupação de office-boy no departamento de fotografia da empresa. Era louco por reportagens e, desde os 10 anos, estava convencido de que escrever seria seu destino. Mas o acaso tiraria as palavras do caminho e Bittar escreveria uma trajetória singular no fotojornalismo brasileiro.
Em 1977, Bittar integrou, ao lado do também fotógrafo Hélio Campos Mello, a equipe inaugural da revista IstoÉ, fundada pelo jornalista Mino Carta. Bittar e Campos Mello cobriram para a IstoÉ as greves do ABC paulista, pólvora na fogueira que exigia a reabertura política no País. Dois anos mais tarde, na Convenção Nacional dos Metalúrgicos, em Poços de Caldas (MG), Bittar flagrou o então líder sindical e ex-presidente Lula de barriga despida, apontando o indicador direito para o umbigo. 
Fez parte da comissão julgadora do Prêmio Esso de Jornalismo
Em 1985, criou a agência Angular Fotojornalismo, seu último trabalho. 
Morreu de infarto e deixou a mulher (a fotógrafa Heloísa Ballarini) e três filhos.